# Encyklopedia mądrości wschodu
Encyklopedia mądrości Wschodu. Buddyzm, Hinduizm, Taoizm, Zen – jednotomowa polska encyklopedia religijna wydana w 1997 w Warszawie przez Warszawski Dom Wydawniczy tłumaczona z niemieckiego oryginału.

## Historia
Encyklopedia jest tłumaczeniem „Lexicon der östlichen Weisheitslehren„ wcześniejszego dzieła wydanego po niemiecku przez wydawnictwo Scherz Verlag . Polscy tłumacze korzystali także z niemieckiego tekstu tłumacząc brzmienie pojęć i tekstów zapisanych w językach wschodnich. Za radą indologów w opracowaniu tekstu zastosowano polską transliterację oryginalnych wyrazów sanskryckich oraz palijskich. 
Zawiera w porządku alfabetycznym 4000 haseł z zakresu czterech wschodnich religii: buddyzmu, hinduizmu, taoizmu oraz zen. Oprócz tekstu w książce umieszczono także ponad 100 czarno-białych ilustracji.